# Андерссон, Андерс (хоккеист)
Андерс Андерссон (2 января 1937, Шеллефтео, Швеция — 15 декабря 1989, там же) — шведский хоккеист (центральный нападающий).

## Биография
Родился 2 января 1937 года в Шеллефтео. Играл в одноимённом ХК родного города хоккеиста.
 Участник ЧМЕ 1957, 1959-62, 1964-65 гг. ЗОИ 1960 и 1964 гг. (40 матчей, 22 гола).
 Чемпион ЧМЕ 1957 и 1962 гг.
Серебряный призёр ЗОИ 1964 г.
 Серебряный призёр ЧМЕ 1964 г. 
Бронзовый призёр ЧМЕ 1965 г 
Бронзовый призёр чемпионата Европы с 1959 по 1961 гг.
 Являлся талантливым комбинационным хоккеистом.
Скончался 15 декабря 1989 года в Шеллефтео, буквально не дожив 17 дней до своего 53-летия.